# Mary Anne Atwood
Mary Anne Atwood –de soltera, Mary Anne South– (Dieppe –Francia–, 1817-Thirsk –condado de Yorkshire–, 13 de abril de 1910) fue una alquimista y escritora esotérica británica, hija de un tal Thomas South (c. 1785-1855), un desconocido gentleman de Gosport (Hampshire) interesado en el estudio del mesmerismo y los fenómenos psíquicos que causaban furor en la Europa de la primera mitad del siglo XIX, autora de la obra A Suggestive Inquiry into Hermetic Mistery (Belfast: William Tait, 1918; Nueva York, 1960), autoeditada de manera anónima en Londres en 1850 con el propósito inicial de revelar lo que, para ella, había sido el gran secreto de las civilizaciones de la Antigüedad (especialmente, egipcia, griega y hebrea), depositarias, a su juicio, de una serie de conocimientos esenciales, cuyos componentes básicos se encontrarían en la Alquimia (cuando trata, por ejemplo, de describir el papel de la «materia prima» en la naturaleza, utiliza términos atribuidos al médico y teólogo español Arnau de Vilanova) y la tradición hermética.
No obstante, al poco tiempo de su publicación, padre e hija consideraron que el texto manifestaba de forma demasiado expresa ciertos misterios que, hasta ese momento, habían permanecido ignorados, por lo que, de mutuo acuerdo, optaron por reunir los ejemplares restantes y readquirir los ya vendidos (unos cien) con el fin de quemarlos.
Se conoce también la existencia de una primera obra titulada Early Magnetism in its Higher Relations to Humanity as Veiled in the Poets and the Prophets (Londres: H. Baillière, 1846), publicada bajo el seudónimo de Thuos Mathos (en griego, Θυος Μαθος), anagrama de su padre (Thomas South).
En 1859, cuatro años después de la muerte de su progenitor, contrajo matrimonio con Alban Thomas Atwood (1813-1883), ministro anglicano de Thirsk, una pequeña población del condado de Yorkshire, donde falleció el 13 de abril de 1910 sin dejar descendencia.
A lo largo de gran parte de su longeva existencia, mantuvo estrechas relaciones intelectuales con conocidos miembros de la Sociedad Teosófica, fundada en Nueva York en 1875, como Isabelle Steiger, Anna Kingsford o Charles Massey, si bien cabe resaltar que al final de su vida se apartó de las corrientes ocultistas más decididamente imbuidas por las culturas orientales para volver al esoterismo cristiano de su primera época.
En 1989, el novelista británico Lindsay Clarke publicó su novela The Chymical Wedding (ganadora del Premio Costa Book) basada en parte de la vida de la autora.
En el videoclip del tema U + Ur Hand perteneciente a su cuarto álbum de estudio I'm Not Dead (2006) la cantante y compositora estadounidense Pink, ataviada con una peluca negra lisa y un exiguo body de cuero también negro, da vida al personaje de una joven de apariencia gótica que lee sentada en un extraño sillón de aspecto arborescente el libro de Mary Anne A Suggestive Inquiry into Hermetic Mistery.
Parte de su extenso patrimonio documental, incluidas unas setecientas cartas dirigidas en su mayoría a la pintora y teósofa británica Isabelle de Steiger (1836-1927), se conserva en la actualidad en la Universidad Brown, considerada como una de las instituciones educativas privadas más prestigiosas de Estados Unidos.

### Hemerografía
- Pérez Pariente, Joaquín; Pascual Valderrama, Ignacio M. (2010). «Sobre la relación entre la mujer y la Alquimia – Del laboratorio al simbolismo». Dossiers Feministes (Castellón de la Plana: Universitat Jaume I: Servei de Comunicació i Publicacions) (14): 34-54. ISSN 1139-1219.